# Macintosh IIfx

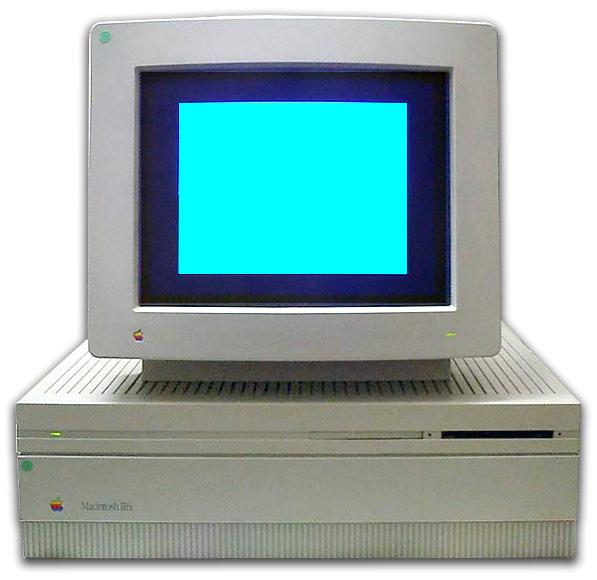
Macintosh IIfx

Der Apple Macintosh IIfx war für seine Zeit ein außergewöhnlich schneller Motorola 68030-basierter Rechner, der mit Preisen ab umgerechnet ca. 9000 EUR in der Basiskonfiguration auf den Markt kam. Gebaut wurde er von Frühjahr 1990 bis Frühjahr 1992.
Eingesetzt wurde er für klassisches Numbercrunching auf dem Schreibtisch, wissenschaftliche Arbeiten, als DTP- und Grafik-Arbeitsstation oder Abteilungsserver unter A/UX. Ausgeliefert wurde der IIfx mit System 6.0.5, er kann aber auch das modernere Mac OS 7.6.1 oder A/UX bis Version 3.1.1 ausführen.
Die CPU Motorola 68030 sowie der mathematische Coprozessor Motorola 68882 sind mit 40 MHz getaktet. Auf der Hauptplatine finden sich 32 KB Level-2-Cache, acht RAM-Sockel für die proprietären IIfx-SIMMs mit 64 Pins für einen Maximalausbau von 128 MB RAM (für die damalige Zeit unerhört viel), eine SCSI-Schnittstelle mit DMA-Unterstützung, schnelle serielle Schnittstellen sowie ein PDS- und sechs NuBus-Erweiterungssteckplätze.
Die SIMMs des IIfx mussten, wie bei den seinerzeit gängigen 30-Pin SIMMs, in Vierergruppen gleicher Größe und Organisation bestückt werden (eine Bank mit 4 SIMMs). Durch die zusätzlichen 34 Pins pro SIMM war ein gleichzeitig schreibender und lesender Zugriff auf dieselbe SIMM-Bank möglich, was eine weitere Beschleunigung von Speicherzugriffen ermöglichte.
Im Gegensatz zu anderen Modellen mit PDS war beim IIfx vom PDS aus kein Zugriff auf die NuBus-Slots möglich. Dadurch wurde der Bau von Beschleunigerkarten erschwert, es gab nur wenige Ausnahmen: Dort wurde die Beschleunigerkarte im PDS mit einer Kabelbrücke zu einer zusätzlichen, zum Beschleuniger gehörenden NuBus-Karte verbunden und so der Link PDS-NuBus hergestellt.
Das Gehäuseformat wurde vom Mac II übernommen, das intern Platz für zwei HD-Floppies sowie zwei SCSI-Festplatten bot. Typische Festplattengrößen der Zeit waren 40 bis 200 MB, meist im Format 5,25". 